# Waigolshausen
Waigolshausen è un comune tedesco di 2 866 abitanti, situato nel land della Baviera.